# Mary Jane (calzado)

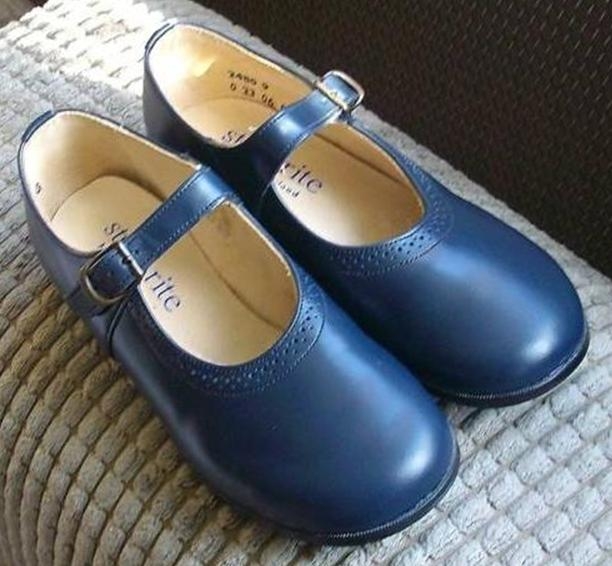
Merceditas clásicas de Start-rite.

Mary Jane (en castellano, merceditas) es un término utilizado en inglés estadounidense para designar un tipo de zapato con tacón bajo, frente cerrado, y una correa que se abrocha a través del empeine. Tradicionalmente está hecho de cuero negro (a veces de charol) e incluye hebilla o botón, aunque algunas versiones actuales ofrecen una amplia variedad de colores, diversos materiales (incluso lienzo o gamuza), y cierre con velcro.
Llevadas sin distinción por niños, niñas, y mujeres hasta los años 1930-1940, las merceditas se han vuelto desde entonces un estilo principalmente femenino, con excepción de algunos niños de la élite social en ciertas ocasiones. En su versión tradicional, las merceditas se consideran zapatos formales, usados para la escuela (algunos establecimientos los exigen como parte del uniforme), ceremonias religiosas, bodas, etc. Aunque menos populares que en el pasado, las merceditas siguen siendo un clásico atemporal de la moda para los más jóvenes y, a ojos de muchas personas, un símbolo de la niñez.

## Etimología
Mary Jane era una de los protagonistas del cómic estadounidense Buster Brown, famoso a principios del siglo XX. En las historietas, ella y su amigo Buster lucían merceditas la mayoría del tiempo. De cierta manera, en el mundo hispano, sería como llamar a este estilo de zapatos Mafaldas o Susanitas.

## Las merceditas hoy
Aunque el estilo tradicional para niñas sigue estando disponible, hoy día algunas merceditas para adolescentes incluyen plataforma de 1 a 3 cm en la planta del pie, con ojales y hebillas a veces muy grandes. Este estilo fue especialmente popular en Occidente a finales de la década de los 1990 y principios del siglo XXI, entre las subculturas punk, psychobilly, gótica, kinderwhore y lolita. Quienes lo llevan acentúan a menudo el estilo con calcetines hasta las rodillas, con franjas de colores oscuros, y completando la apariencia con falda al estilo colegial.